# Walter von Vincke
Walter Freiherr von Vincke (* 25. November 1854 in Koblenz; † 1. Februar 1920 auf Gut Ostenwalde) war ein deutscher Verwaltungsjurist und Gutsbesitzer.

## Herkunft
Seine Eltern waren der Oberregierungsrat Friedrich von Vincke (1824–1901) und dessen Ehefrau Bernhardine Düesberg (1829–1910). Seine Schwester Marie (1860–1944) war mit den Oberst Georg von Oppen (1858–1915) verheiratet. Der Reformer Ludwig von Vincke (1774–1844) war sein Großvater.

## Leben
Walter von Vincke studierte Rechtswissenschaften in Heidelberg, Straßburg und Göttingen. In Heidelberg war er Mitglied des Corps Vandalia.
Nach dem Referendarsexamen in Celle (1875) und dem Gerichtsassessorexamen in Berlin (1881) trat er in die Regierungslaufbahn ein und wurde Regierungsassessor in Hamm, 1882 Landrat des Kreises Hamm. 1894 schied er aus dem Staatsdienst aus und war Fideikomissbesitzer auf Ostenwalde bei Melle, Kammerherr sowie Landschaftsrat der Ritterschaft des Fürstentums Osnabrück. Von 1887 bis 1898 war er Mitglied im Provinziallandtag der Provinz Westfalen für den Wahlkreis Hamm.

## Familie
Verheiratet war Vincke seit 1891 mit Erna Freiin Henn von Henneberg (1868–1916). Sein Sohn Gerhard Freiherr von Vincke (* 1893) folgte ihm als Gutsbesitzer auf Ostenwalde.